# 난연
난연(본명: 임난연, 1977년 5월 25일 ~ )은 대한민국의 가수이다.

## 학력
- 서일대학교 레크리에이션학과 졸업

## 데뷔
- 2008년 싱글 앨범 '아니아니야' '사랑가' '단심가'

## 음반
- 2022년 홍길동이간다
- 2021년 천상여자
- 2017년 너란 남자
- 2008년 아니 아니야 / 사랑가 / 단심가

## 수상
- 02년 MBC 김기덕 골든팝스 월말결선 최우수상
- 카톨릭대학교 평생교육원 주관 공로상
- 한국B.B.S 경기도연맹 표창장
- 국회의원 유정복 표창장
- 국회의원 백혜련 표창장
- 국회의원 박상혁 표창장
- 제5회 대한민국 행복나눔봉사대상 재능사회봉사상
- 2021 한국을 빛낸 자랑스러운한국인대상 가요발전공로대상
- 2023 한국을 빛낸 자랑스러운한국인대상 스포츠발전공로대상